# Tesline struje
Teslina struja je visokofrekventna izmjenična električna struja nastala u sekundarnom strujnom krugu Teslinog zračnog transformatora. Nazvana je po inženjeru Nikoli Tesli.
Na osnovi električne rezonancije, Tesla je 1891. konstruirao posebnu vrstu transformatora koji se zove Teslin zračni transformator. Ovakvim transformatorom, struje vrlo visoke frekvencije (preko nekoliko kiloherca), koje se proizvode u titrajnom krugu male induktivnosti i male električne kapacitivnostimogu se pretvoriti u struje vrlo visokog napona preko milijun volta.
Primarna zavojnica Teslinog transformatora sastoji se od nekoliko debelih navoja, a sekundarna ima mnogo navoja tanke žice. Broj navoja sekundarne zavojnice je toliki da je sekundarni krug u električnoj rezonanciji s primarnim. Transformator se sastoji od induktora, prikladnog visokonaponskog kondenzatora, iskrišta, primarnog i sekundarne zavojnice. Kada se induktor nabije kondenzator dovoljno velikim nabojem, električna iskra preskoči u iskrištu zbog čega kroz primarnu zavojnicu transformatora prođe brzi niz električnih titraja. Indukcijom u sekundarnoj zavojnici tada nastane vrlo visoki napon. Uzemlji li se jedan kraj sekundarne zavojnice, iz drugog kraja počne izbijati ljubičasta električna korona, odnosno plazma od dušika, kisika i argona. 

## Sigurnost
Postoji mit da Tesline struje nisu opasne za čovječji organizam zbog toga što im je frekvencija toliko visoka da na njih ne reagiraju živčani završetci i ne izazivaju grčenje i bol. Drugi mit je da putuju samo površinom kože. Za vrlo visoke napone i frekvencije električne struje u dielektričnom materijalu poput ljudskog tkiva, ta dubina je blizu debljine tijela i zato električna struja iz imalo jačeg Teslinog zračnog transformatora djeluje dijatermijski, potencijalno izazivajući unutarnje opekline.
Nikoli Tesli se pripisuje izjava: I pray nightly that I never suffer an internal burn (»Svaku noć se molim da ne dobijem unutarnju opeklinu«").
U doba kada su električni fenomeni još bili novina, Teslina struja se primjenjivala u šarlatanskoj elektroterapiji pod imenom darsonvalizacija, prema francuskom fizičaru Jacques-Arsène d'Arsonvalu.